# From These Wounds
From These Wounds è il terzo album dei Funeral, pubblicato nel 2001

## Tracce
1. This Barren Skin – 8:10
2. From These Wounds – 7:42
3. The Architecture of Loss – 9:02
4. Red Moon – 8:32
5. Vagrant God – 6:15
6. Pendulum – 9:13
7. Saturn – 8:24

## Formazione
- Anders Eek - batteria
- Christian Loos - chitarra
- Frode Forsmo - basso, voce maschile
- Kjetil Ottersen - chitarra, tastiera